# Lang vreemd vermogen
Lang vreemd vermogen is in de jaarrekening van een onderneming het vreemd vermogen of een schuld waarbij de terugbetalingstermijn langer dan 1 jaar is. Men spreekt ook van schulden op meer dan een jaar.  Is de terugbetalingstermijn korter dan een jaar, dan spreekt men van kort vreemd vermogen of schulden op minder dan een jaar. Voorbeelden van het lang vreemd vermogen zijn: 
- Bankleningen, waaronder hypothecaire leningen
- Pensioenverplichtingen (voor een bedrijf dat geen verzekeraar is betreft dit pensioen in eigen beheer)
- Leningen aan andere gerelateerde vennootschappen
- Obligaties met een looptijd (bij uitgifte) van meer dan een jaar